# Normal (Illinois)
Normal es un pueblo ubicado en el condado de McLean en el estado estadounidense de Illinois. En el censo de 2010 tenía una población de 52.497 habitantes y una densidad poblacional de 1.100,99 personas por km².

## Geografía
Normal se encuentra ubicado en las coordenadas 40°31′20″N 88°59′13″O / 40.52222, -88.98694. Según la Oficina del Censo de los Estados Unidos, Normal tiene una superficie total de 47,68 km², de la cual 47,52 km² corresponden a tierra firme y (0,34%) 0,16 km² es agua.

## Demografía
Según el censo de 2010, había 52.497 personas residiendo en Normal. La densidad de población era de 1.100,99 hab./km². De los 52.497 habitantes, Normal estaba compuesto por el 85,07% blancos, el 8,11% eran afroamericanos, el 0,15% eran amerindios, el 3,21% eran asiáticos, el 0,04% eran isleños del Pacífico, el 1,1% eran de otras razas y el 2,31% pertenecían a dos o más razas. Del total de la población el 4,06% eran hispanos o latinos de cualquier raza.